# 上大川前通
上大川前通（かみおおかわまえどおり）は、新潟市中央区の市道、またはその沿道の町名。現行行政地名は上大川前通1番町から上大川前通12番町。住居表示は未実施区域。郵便番号は951-8068。

## 概要
1872年（明治5年）から現在までの町名で、新潟町の町域改編により大川前通から改称。大川とは信濃川のこと。

### 地理
信濃川河口付近左岸、本町通の東側を並行するように南北へ走る。通りは上手の白山神社側を起点に1番町から12番町まであり、2番町から11番町まで下手方向への一方通行となっている。元は信濃川沿いにあり、単に大川前通と呼ばれていた。
通りに直交する道路は小路（こうじ）と呼ばれる。交差する小路については、外部リンクの通りと小路の一覧、もしくは本町通 (新潟市)#交差する小路の項を参照。

## 歴史
承応3年（1654年）に新潟町がこの地に移転した際に整備された通りで、移転前の大川端通にあたる。江戸時代の通りは住人の商いによって区分されていた。例えば、川から揚がった材木を取引することが許された材木町は上一ノ町から下一ノ町（現在の1番町から3番町）といった具合である。移転後すぐに店が立ち並び、表店（おもてだな）と呼ばれていた一本西の本町通に対し、遅れて整備が進んだ大川前通は他門（たもん）と呼ばれた。
新潟町は信濃川の土砂堆積による川岸の移動によって移転した経緯があったが、移転後も変わらず土砂流入は続いていた。江戸時代中期になると町の東に大きな島（秣島、榛島、上島、下島等）が次々に出来た。島と町のには僅かな流路が残り、堀と川を結ぶ水路して使われた。この水路は大川前通が他門と呼ばれていたことから他門川と名付けられた。やがて島に出来た町は市街地と一体化していき、大川前通は上大川前通、島の東端は下大川前通と呼ばれるようになった。通りの町名は統一されていなかったが、明治5年（1872年）10月に上手から通し番号がふられた。
かつては7番町から8番町にかけて新潟証券取引所、新潟中央銀行本店等が立地し、商工会議所や都市銀行の支店が立ち並ぶ新潟経済の中心地であった。

### 年表
- 1872年（明治5年）10月 : 新潟町の町域改編により、大川前通から改称。
- 1879年（明治12年）4月9日 : 新潟町の区制移行により、新潟区の町丁となる。
- 1889年（明治22年）4月1日 : 新潟区の市制施行により新潟市の町丁となる。
- 1954年（昭和24年）3月25日 : 住宅密集地で火災が発生。21棟が焼失。
- 1970年（昭和45年）11月11日 : 未明に四丁目の事業所から出火。26棟が全焼[10]。
- 2007年（平成19年）4月1日 : 新潟市の政令指定都市移行により、中央区の町丁となる。

## 世帯数と人口
2018年（平成30年）1月31日現在の世帯数と人口は以下の通りである。
| 町丁             | 世帯数    | 人口    |
| ---------------- | --------- | ------- |
| 上大川前通1番町  | 70世帯    | 99人    |
| 上大川前通2番町  | 72世帯    | 151人   |
| 上大川前通3番町  | 152世帯   | 238人   |
| 上大川前通4番町  | 160世帯   | 304人   |
| 上大川前通5番町  | 416世帯   | 800人   |
| 上大川前通6番町  | 105世帯   | 139人   |
| 上大川前通7番町  | 222世帯   | 416人   |
| 上大川前通8番町  | 95世帯    | 152人   |
| 上大川前通9番町  | 51世帯    | 81人    |
| 上大川前通10番町 | 65世帯    | 91人    |
| 上大川前通11番町 | 39世帯    | 68人    |
| 上大川前通12番町 | 133世帯   | 223人   |
| 計               | 1,580世帯 | 2,762人 |

## 小・中学校の学区
市立小・中学校に通う場合、学区は以下の通りとなる。
| 町丁             | 番地 | 小学校               | 中学校                 |
| ---------------- | ---- | -------------------- | ---------------------- |
| 上大川前通1番町  | 全域 | 新潟市立白山小学校   | 新潟市立白新中学校     |
| 上大川前通2番町  | 全域 | 新潟市立白山小学校   | 新潟市立白新中学校     |
| 上大川前通3番町  | 全域 | 新潟市立白山小学校   | 新潟市立白新中学校     |
| 上大川前通4番町  | 全域 | 新潟市立白山小学校   | 新潟市立白新中学校     |
| 上大川前通5番町  | 全域 | 新潟市立白山小学校   | 新潟市立白新中学校     |
| 上大川前通6番町  | 全域 | 新潟市立新潟小学校   | 新潟市立寄居中学校     |
| 上大川前通7番町  | 全域 | 新潟市立新潟小学校   | 新潟市立寄居中学校     |
| 上大川前通8番町  | 全域 | 新潟市立新潟小学校   | 新潟市立寄居中学校     |
| 上大川前通9番町  | 全域 | 新潟市立新潟小学校   | 新潟市立寄居中学校     |
| 上大川前通10番町 | 全域 | 新潟市立日和山小学校 | 新潟市立新潟柳都中学校 |
| 上大川前通11番町 | 全域 | 新潟市立日和山小学校 | 新潟市立新潟柳都中学校 |
| 上大川前通12番町 | 全域 | 新潟市立日和山小学校 | 新潟市立新潟柳都中学校 |